# 台湾鉄路公司
国営台湾鉄路股份有限公司（こくえいたいわんてつろこふんゆうげんこうし、台: 國營臺灣鐵路股份有限公司、略称:台湾鉄路公司（台: 臺灣鐵路公司））は、2024年1月1日に台湾鉄路管理局が国営企業化され発足した鉄道事業者である。

## 概説
台湾鉄路管理局の法人化と近代的な企業組織形態への改革は、2003年に初めて議論された。当時の行政院は、政策要件の遵守によって生じた損失を政府が引き継ぎ、路線建設と維持および車両購入費用を負担することに同意した。しかし二度の政権交代を経て、台湾鉄路の組織改革計画に携わった学者や関係者が改革を早期に実行するべきだと考えていたにもかかわらず、法人化は実質的に進展せず、台湾鉄路の負債は増加し続けた。
2021年に発生した北迴線のタロコ号脱線事故後、交通部は再び台湾鉄路の企業化案と親会社法草案を提案し、2022年3月に立法院に送られて審議された。 同年5月1日、台湾鉄路労働組合は、交渉が行われていない会社法草案に抗議し、労働節期間中のノー残業キャンペーンを開始・実施した。草案の数回の修正を経て、労働組合は「端午節期間中のノー残業」を廃止すると発表した。5月27日、立法院は「国有台湾鉄路有限公司設立条例」の第三読会案を可決し、引き続き16の下位法制で審議された後、正式に上場される。
職員の退職の波が予想されるなど、依然として議論すべき意見の相違はあるものの、台湾鉄路管理局は法律に基づき2024年1月1日に正式に「国営台湾鉄路股份有限公司」に再編された。